# Горбаченко Владислав Олегович
Владислав Олегович Горбаченко (нар. 11 березня 1997, с. Дружня, Київська область, Україна) — український футболіст, центральний нападник.

## Життєпис
У ДЮФЛУ з 2012 по 2015 рік виступав за «Арсенал» (Київ).
На початку січня 2017 року перебрався до «Арсеналу-Київщина». У футболці білоцерківського клубу дебютував 15 квітня 2017 року в програному (0:2) домашньому поєдинку 25-го туру Другої ліги України проти «Нікополя». Владислав вийшов на поле в стартовому складі та відіграв увесь матч, а на 85-ій хвилині отримав жовту картку. Першим голом у професіональному футболі відзначився 21 травня 2017 року на 90+2-ій хвилині нічийного (1:1) виїзного поєдинку 32-го туру Другої ліги проти вінницької «Ниви». Горбаченко вийшов на поле в стартовому складі та відіграв увесь матч. За півроку, проведені «Арсенал-Київщині» зіграв 11 матчів (1 гол) у Другій лізі України та 1 поєдинок у кубку України.
У сезоні 2017/18 років виступав за молодіжну команду «Ворскли (11 матчів). Навесні 2019 року підсилив «Рубікон», у футболці якого провів 8 матчів та відзначився 1 голом в аматорському чемпіонаті України.
Наприкінці липня 2019 року підписав контракт з «Калушем». У футболці клубу з однойменного клубу дебютував 28 липня 2019 року в нічийному (0:0) домашньому поєдинку 1-го туру групи А Другої ліги України проти борщагівської «Чайки». Владислав вийшов на поле в стартовому складі, а на 80-ій хвилині його замінив Богдан Денега. Першим голом за «Калуш» відзначився 3 серпня 2019 року на 83-ій хвилині переможного (3:0) домашньому поєдинку проти вінницької «Ниви». Владислав вийшов на поле на 37-ій хвилині, замінивши Богдана Денегу. У першій половині сезону 2019/20 років зіграв 20 матчів (2 голи) у Другій лізі України та 2 поєдинки в кубку України.
У середині серпня 2020 року став гравцем «ВПК-Агро». У футболці шевченківського клубу дебютував 29 серпня 2020 року в переможному (3:1) виїзному поєдинку кубку України проти харківського «Металу». Владислав вийшов на поле на 67-ій хвилині, замінивши Миколу Ляшенка. У Першій лізі України дебютував 5 вересня 2020 року в програному (2:3) виїзному поєдинку 1-го туру проти долинського «Альянсу». Горбаченко вийшов на поле на 87-ій хвилині, замінивши Олександра Логінова, а на 89-ій хвилині відзначився першим голом за нову команду. У сезоні 2020/21 років зіграв 15 матчів (4 голи) у Першій лізі України та 2 поєдинки у кубку України.
У середині липня 2021 року став гравцем «Прикарпаття». У футболці франківського клубу дебютував 24 липня 2021 року в переможному (6:0) виїзному поєдинку 1-го туру Першої ліги України проти «Ужгорода». Горбаченко вийшов на поле на 66-ій хвилині, замінивши Романа Барчука.